# Liste des routes nationales de la Bulgarie

Routes nationales de première classe en Bulgarie.

Cet article liste les routes nationales de Bulgarie (en bulgare : Републикански път, Repoeblikanski pat),,,

## Description
Les routes nationales sont de deux classes. 
La première classe sont les routes à un chiffre. Les routes impaires vont du nord au sud, les paires d’est en ouest. La deuxième classe comprend les routes à deux chiffres.
Les numéros de route sont indiqués dans la signalisation sans préfixe sur un panneau bleu. 
Les chiffres romains I et II sont utilisés comme préfixe. La route 1 (première classe) s'écrit I-1 et la route 27 (deuxième classe) s'écrit II-27.

## Routes nationales de première classe
| Signe | Nom | Itinéraire                                      | Longueur |
| ----- | --- | ----------------------------------------------- | -------- |
|       | I-1 | Roumanie - Vidin - Sofia - Blagoevgrad - Grèce  | 421 km   |
|       | I-2 | Roumanie - Roese - Choumen - Varna              | 202 km   |
|       | I-3 | Botevgrad - Pleven - Byala                      | 200 km   |
|       | I-4 | Yablanitsa - Veliko Tarnovo - Choumen           | 262 km   |
|       | I-5 | Roumanie - Roussé - Stara Zagora - Momtchilgrad | 387 km   |
|       | I-6 | Macédonie - Sofia - Sliven - Bourgas            | 494 km   |
|       | I-7 | Roumanie - Choumen - Yambol - Turquie           | 322 km   |
|       | I-8 | Serbie - Sofia - Plovdiv - Turquie              | 382 km   |
|       | I-9 | Roumanie - Varna - Bourgas - Turquie            | 315 km   |

## Routes nationales de seconde classe
| Signe | Nom   | Itinéraire                                           | Longueur |
| ----- | ----- | ---------------------------------------------------- | -------- |
|       | II-11 | Vidin – Nikopol                                      | 218 km   |
|       | II-12 | Vidin – Brégovo – Serbie                             | 26 km    |
|       | II-13 | Montana – Dolni Dabnik                               | 104 km   |
|       | II-14 | Vidin – Koula – Serbie                               | 42 km    |
|       | II-15 | Vratsa – Oryahovo                                    | 75 km    |
|       | II-16 | Mezdra – Sofia                                       | 79 km    |
|       | II-17 | Botevgrad – A2                                       | 7 km     |
|       | II-18 | Périphérique de Sofia                                | 62 km    |
|       | II-19 | Simitli – Gotsé Deltchev – Grèce                     | 106 km   |
|       | II-21 | Roussé – Silistra                                    | 117 km   |
|       | II-23 | Roussé – Doulovo                                     | 113 km   |
|       | II-27 | Novi pazar – Baltchik                                | 109 km   |
|       | II-29 | Warna – Kardam – Roumanie                            | 80 km    |
|       | II-34 | Pleven – Nikopol                                     | 41 km    |
|       | II-35 | Pleven – Kamare                                      | 125 km   |
|       | II-37 | Djurovo – Dospat                                     | 212 km   |
|       | II-44 | Sevlievo – Gabrovo                                   | 30 km    |
|       | II-48 | Omourtag – Mokren                                    | 62 km    |
|       | II-49 | Tutrakan – Targovichté                               | 100 km   |
|       | II-51 | Byala - Popovo – Svegor                              | 100 km   |
|       | II-52 | Roumanie - Nikopol – Novgrad                         | 72 km    |
|       | II-53 | Polikraiste – Srédéts                                | 212 km   |
|       | II-54 | Vardim – Byala                                       | 30 km    |
|       | II-55 | Veliko Tarnovo – Svilengrad                          | 186 km   |
|       | II-56 | Chipka – Plovdiv                                     | 100 km   |
|       | II-57 | Stara Zagora - Radnevo - Novoselets                  | 40 km    |
|       | II-58 | Assénovgrad – Tchernootchene                         | 59 km    |
|       | II-59 | Momtchilgrad – Ivaïlovgrad                           | 86 km    |
|       | II-62 | Kyoustendil – Samokov                                | 80 km    |
|       | II-63 | Pernik – Breznik – Serbie                            | 66 km    |
|       | II-64 | Karlovo – Plovdiv                                    | 54 km    |
|       | II-66 | Popovisa – Sliven                                    | 124 km   |
|       | II-71 | Silistra – Dobritch - Obrotchichte                   | 119 km   |
|       | II-73 | Choumen – Karnobat                                   | 90 km    |
|       | II-74 | Dralfa (bg) - Targovichté – Veliki Preslav           | 40 km    |
|       | II-76 | Harmanli – Elkhovo                                   | 65 km    |
|       | II-79 | Elkhovo – Bourgas                                    | 90 km    |
|       | II-80 | Svilengrad – Grèce                                   | 7 km     |
|       | II-81 | Lom – Sofia                                          | 147 km   |
|       | II-82 | Sofia – Kostenets                                    | 83 km    |
|       | II-84 | Razlog – Pazardjik                                   | 107 km   |
|       | II-86 | Plovdiv – Bourgas                                    | 133 km   |
|       | II-97 | Périphérique de Dobritch                             | 24 km    |
|       | II-99 | Burgas – Sozopol – Tsarévo – Malko Tarnovo – Turquie | 114 km   |

## Voir  aussi